# Línguas celtas

Expansão celta na Europa

Línguas celtas ou célticas descendem do protocelta, ou "celta comum", um ramo da superfamília das línguas indo-europeias. O termo "celta" foi usado para descrever esse grupo de línguas por Edward Lhuyd em 1707, tendo sido usado muito antes por escritores gregos e romanos para descrever algumas aldeias da Gália central e da Península Ibérica. Durante o primeiro milênio a.C., essas línguas eram faladas na Europa, do golfo da Biscaia e do mar do Norte, na região do Reno e do Danúbio até o mar Negro e a península Balcânica Superior, chegando até na Ásia Menor (Galácia). Atualmente, as línguas celtas estão limitadas a algumas áreas na Grã-Bretanha, Ilha de Man, Irlanda, Ilha Cape Breton, na península da Bretanha, França e na Patagônia, Argentina. A difusão para a ilha Cape Breton e para a Patagônia ocorreu mais recentemente, na Idade Moderna. Em todas essas áreas, as línguas celtas são atualmente faladas apenas por minorias.

## Classificação e divisões internas
De acordo com o Glottolog, as línguas célticas dividem-se em três ramos principais:
- Ramo celta nuclear, que se subdivide em pelo menos três ramos, dos quais dois contêm apenas línguas extintas:
  - Sub-ramo cisalpino: inclui o gaulês propriamente dito e línguas de parentesco próximo, como o lepôntico e o nórico. Essas línguas eram faladas em um vasto território na Europa, desde a Bélgica moderna ao norte da península itálica. Todas as línguas do sub-ramo gaulês estão extintas.
  - Sub-ramo gálata: inclui o gálata propriamente dito, falado antigamente na região da atual Turquia, extinto há séculos.
  - Sub-ramo celta insular: inclui as línguas celtas vivas nos dias atuais, as quais se subdividem em duas linhagens:
    - Línguas goidélicas: incluem o irlandês, o gaélico escocês e o manês. O irlandês é falado atualmente em partes da atual Irlanda, mas  há registros de falantes do irlandês na costa sudoeste da Inglaterra e nas costas norte e sul do País de Gales.
    - Línguas britônicas: inclui o galês, o bretão, o córnico, o cúmbrico e possivelmente o picto, embora esse possa constituir um ramo separado ao invés de descender do britônico comum. Dessas línguas, apenas o galês e o bretão são falados nos dias atuais.
- Ramo celtibérico: inclui línguas extintas faladas na Península Ibérica pré-romana, [2] especificamente nas áreas de Portugal, na Cantábria, em Aragão, Castela e Leão, na comunidade de Madrid e Castela-La Mancha, na Galiza, Astúrias e províncias de Leão, Zamora e Salamanca, tais como:
  - O galaico, falado antigamente na Galécia, atual Espanha (Galiza) e Norte de Portugal.
  - O lusitano, falado antigamente no Sul de Portugal.
- Ramo venético: inclui o venético propriamente dito, falado outrora no norte da Itália. O venético é atestado em inscrições breves datando de vários séculos antes da conquista da Península Itálica pelos romanos. Extinto há séculos.

### Desafios e controvérsias na classificação
O tratamento acadêmico das línguas celtas é por vezes bastante argumentativo devido à falta de dados de fontes primárias. Alguns estudiosos distinguem o celta continental e o celta insular, argumentando que as diferenças entre as línguas goidélicas e britônicas surgiram depois que essas se separaram das línguas celtas continentais. Outros estudiosos distinguem o celta-P do celta-Q, colocando a maioria das línguas celtas continentais no primeiro grupo (exceto pela celtibérica, que é celta-Q). 
A língua bretã é britônica, não gaulesa, embora possa haver influência dessa. Quando os anglo-saxões chegaram à Grã-Bretanha, várias ondas de bretões ou galeses cruzaram o canal da Mancha e desembarcaram na região da atual França conhecida como Bretanha. Os imigrantes britônicos levaram consigo sua língua, que evoluiu para o bretão – que ainda é parcialmente inteligível com o galês moderno e o córnico.

Nações celtas: onde concentra-se atualmente a maioria dos falantes de línguas celtas.

No sistema de classificação P/Q, a primeira língua a se separar do proto-celta foi a gaélica. Ela possui características que alguns estudiosos veem como arcaicas, mas outros também a vêem como pertencente às línguas britônicas (ver Schmidt). Com o sistema de classificação insulares/continentais, a divisão da primeira em gaélicas e britônicas é vista como sendo posterior.
A distinção do celta nessas quatro subfamílias ocorreu muito provavelmente por volta de 900 a.C., de acordo com Gray e Atkinson, mas, por causa de incertezas de estimativas, poderia ser qualquer época entre 1200 e 800 a.C.. Contudo, eles levaram em consideração apenas a gaélica e a britônica. O artigo controverso de Forster e Toth incluiu a gaulesa e estabeleceu a ruptura muito antes, em 3200 a.C.. Eles apoiam a hipótese celta insular. Os primeiros celtas geralmente eram associados arqueologicamente com a cultura dos campos de urnas, a cultura de Hallstatt e a cultura de La Tène, embora a antiga suposição de associação entre língua e cultura seja agora considerada menos forte.

#### Celta-P e Celta-Q
Há dois sistemas concorrentes principais de categorização. O sistema mais antigo, sustentado por Schmidt (1988), entre outros, liga a gaulesa com a britônica em um nó celta-P, originalmente deixando apenas a goidélica como celta-Q. A diferença entre línguas P e Q é o tratamento do *kw proto-celta, que se tornou *p nas línguas celtas-P mas *k nas goidélicas. Um exemplo é a raiz verbal proto-celta *kwrin- "comprar", que se tornou pryn- em galês, mas cren- em irlandês antigo. Entretanto, uma classificação baseada em uma única característica é vista como arriscada por seus críticos, particularmente porque a mudança sonora ocorre em outros grupos linguísticos (osco e grego).
O outro sistema, defendido, por exemplo, por McCone (1996), liga a goidélica e a britônica como um ramo celta insular, enquanto a gaulesa e a celtibérica são referidas como celtas continentais. De acordo com essa teoria, a mudança sonora "celta-P" de [kʷ] para [p] ocorreu de maneira independente ou arealmente. Os defensores da hipótese celta insular apontam para outras inovações compartilhadas entre as línguas celtas insulares, incluindo preposições não flexionadas, ordem sintática VSO e a lenição de [m] intervocálico para [β̃], uma fricativa bilabial sonora nasalizada (um som extremamente raro). Porém, não se supõe que as línguas celtas continentais descendam de uma ancestral "proto-celta continental" comum. O sistema insular/continental, por sua vez, geralmente considera o celtibérico como o primeiro ramo a separar-se do proto-celta, e o grupo restante posteriormente teria se dividido em galês e celta insular.
Há argumentos acadêmicos legítimos em favor tanto da hipótese celta insular como da hipótese celta-P/celta-Q. Os defensores de cada sistema contestam a precisão e a utilidade das categorias do outro. Porém, desde a década de 1970 a divisão em celta insular e continental tornou-se a mais amplamente aceita (Cowgill 1975; McCone 1991, 1992; Schrijver 1995).
Ao se fazer menção apenas às línguas celtas modernas, visto que nenhuma língua celta continental possui descendentes vivas, "celta-Q" é equivalente a "goidélica" e "celta-P" é equivalente a "britônica".
| Hipótese insular/continental - Proto-celta ou celta comum - Celta continental - Gaulês - Lepôntico - Nórico - Gálato - Celtibérico - Galaico - Lusitano - Celta insular - Goidélico - Irlandês primitivo - Irlandês antigo - Irlandês médio - Irlandês - Gaélico escocês - Manês - Britônico - Picto - Britânico - Cúmbrico - Galês antigo - Galês médio - Galês - Britônico sudoeste - Bretão - Córnico | Hipótese celta-P/celta-Q - Proto-celta ou celta comum - Celta-P - Gaulês - Lepôntico - Nórico - Gálato - Britônico - Cúmbrico - Picto - Galês antigo - Galês médio - Galês - Britônico sudoeste - Bretão - Córnico - Celta-Q - Celtibérico - Galaico - Lusitano - Goidélico - Irlandês primitivo - Irlandês antigo - Irlandês médio - Irlandês - Gaélico escocês - Manês |

## Hipótese do ramo ítalo-celta
Dentro da família indo-europeia, as línguas celtas algumas vezes foram colocadas com as línguas itálicas em uma subfamília ítalo-celta comum. O ramo ítalo-celta seria um agrupamento dos ramos itálico e celta da família de línguas indo-europeias com base em características compartilhadas por esses dois ramos e nenhum outro. Contudo, há controvérsias sobre as causas dessas semelhanças. 
Os pontos semelhantes entre os dois ramos poderiam ter convergido através de inovações independentes, as quais teriam se desenvolvido após a dispersão inicial dos falantes da língua proto-indo-europeia. É possível, contudo, que algumas das semelhanças não sejam inovações, mas sim traços retidos da língua ancestral, ou seja, características da língua proto-indo-europeia originais que desapareceram em todos os outros ramos da família linguística. Há também uma hipótese de contato linguístico entre as comunidades falantes do proto-celta e do proto-itálico. Alguns estudiosos ainda consideram a hipótese do ítalo-celta válida.
Além das semelhanças gramaticais, há diversas palavras do vocabulário básico das línguas celtas e itálicas que apresentam um maior número de cognatos e, dentre os cognatos, maior semelhança fonética entre si que comparadas a palavras dos demais ramos, sobretudo no que tange às consoantes. A tabela abaixo compara palavras do português (ramo itálico) com o galês moderno (ramo celta) e línguas indo-europeias de outros ramos tais como islandês moderno (ramo germânico), polonês/polaco (ramo eslavo), grego moderno (ramo helênico) e armênio moderno (ramo armênico):
| Língua itálica (português) | Língua celta (galês) | Língua germânica (islandês) | Língua eslava (polonês) | Língua helênica (grego moderno) | Língua armênica (armênio) |
| -------------------------- | -------------------- | --------------------------- | ----------------------- | ------------------------------- | ------------------------- |
| cavalo                     | ceffyl a             | hestur                      | koń                     | álago (άλογο)                   | dzi (ձի)                  |
| touro                      | tarw                 | naut                        | byk                     | tavros (ταύρος)                 | ts'ul (ցուլ)              |
| peixe (cf. pescado)        | pysgod               | fiskur                      | ryba                    | psári (ψάρι)                    | dzuk (ձուկ)               |
| cão                        | ci                   | hundur                      | pies                    | kíon (κύων)                     | shun (շուն)               |
| mês                        | mis                  | mónadur                     | miesiąc                 | minas (μήνας)                   | amis (ամիս)               |
| lua                        | lleuad               | tungl                       | księżyc                 | fengári (φεγγάρι)               | lusin (լուսին)            |
| dente                      | dant                 | tönn                        | ząb                     | dónti (δόντι)                   | akkra (ակռայ)             |
| chifre (cf. corno)         | corn                 | horn                        | róg                     | kérato (κέρατο)                 | yeghjiwr (եղջիւր)         |
| tu                         | ti                   | þú                          | ty                      | essi (εσύ)                      | duk' (դուք)               |
| nós                        | ni                   | við                         | my                      | emis (εμείς)                    | menk' (մենք)              |
| um                         | un                   | einn                        | jeden                   | enas (ένας)                     | mek (մէկ)                 |
| dois/duas                  | dau/dwy              | tveir/tvær                  | dwaj/dwie               | dio (δύο)                       | yerku (երկու)             |
| dez                        | deg                  | tíu                         | dziesięć                | deka (δέκα)                     | tasy (տասը)               |
| cantar                     | canu                 | syngja                      | śpiewać                 | tragudó (τραγουδώ)              | yergel (երգել)            |
| nadar                      | nofio                | synda                       | pływać                  | kolibó (κολυμπώ)                | loghaly (լողալը)          |
| morrer                     | marw                 | deyja                       | umierać                 | petheno (πεθαίνω)               | mahanal (մահանալ)         |

a Note-se que, na ortografia galesa, a letra <c> sempre representa o som [k]; a letra <w> representa o som [u] e o dígrafo <ff> representa [f].